# Exotic World
Exotic World is een themagebied in het Belgische attractiepark Walibi Belgium. Het gebied opende in het kader van de uitvoering van een groots investeringsplan van Walibi Belgium waarin het park geleidelijk aan vernieuwd wordt. Het themagebied ging open bij de start van het nieuwe seizoen op 31 maart 2018. De achtbaan Tiki Waka in het themagebied bleef gesloten tot 7 april 2018, toen het park begon met een soft-opening. Het hele gebied werd ingehuldigd op 9 juni 2018. Op 8 mei 2021 breidde het themagebied uit met een Afrikaanse junglezone, met ook de nieuwe megacoaster Kondaa, wat de hoogste en de snelste achtbaan van de Benelux werd. Naast de achtbaan opent in deze zone ook nog een kinderattractie, Kondaala, een shop en een nieuw restaurant aan de oever van het meer.

## Geschiedenis
Exotic World is het eerste vernieuwde themagebied van Walibi Belgium. Het gebied vervangt de voormalige Caraïbische zone, waar tot 2017 de kinderachtbaan La Coccinelle te vinden was. Tot 2006 bevond zich in deze zone ook het schommelschip Bounty, dat in 2002 zijn laatste rondjes draaide en in 2006 uit het park werd verwijderd. In het gebied staat eveneens een groot amfitheater dat tot 2013 gebruikt werd voor een show met de mascottes van het park in de hoofdrol. Het gebied vind zich helemaal in de achterste uithoek van het park en omvat tot slot ook nog de interactieve darkride Challenge of Tutankhamon, dewelke opende in 2003 en met zijn Egyptisch thema een beetje een buitenbeentje was in het gebied. Het Caraïbisch gebied kreeg in 2011 een laatste grote update en werd toen omgevormd naar de Fabulous Area, de leefwereld van Walibi en zijn vriendjes tijdens The Music Battle. Het gebied stond meestal bekend als een rustig themagebied omwille van de nabijheid van een woonwijk in de nabijheid van deze zone. 

## Van Fabulous Area naar Exotic World
De nieuwe zone kreeg de naam Exotic World en werd gethematiseerd naar en fantasierijk Polynesisch gebied met invloeden van de tiki kunstvorm, gebaseerd op de snijkunst van de Maoriculuur. In het gebied staan overal beelden in Tiki-stijl, maar ook interactieve elementen, zoals muziekinstrumenten uit bamboe en waterspuwende beelden. Er is ook een nieuw horecapunt te vinden, waar bezoekers terecht kunnen voor exotische drankjes, gezonde snacks en kleine versnaperingen. De Tiki Bar is eveneens voorzien van een terras met uitzicht op de grootste nieuwigheid van het gebied: de achtbaan Tiki Waka.
Tiki Waka was initieel en tot de opening van de Kondaa de grootste blikvanger in deze zone. Het verhaal achter de achtbaan is een zeepkistenrace in exotische oorden. In de wachtrij passeren bezoekers een ingerichte werkplaats, waar men duidelijk kan zien dat men aan een zeepkist aan het sleutelen is, die zal dienen als voertuig in de Tiki-race. Te midden van de wachtrij hangt een zeepkist, die een replica is van de wagentjes op de achtbaan. De wachtrij en het station van de achtbaan laten zich kenmerkten door een groots gebouw, bestaande uit hout en een gigantisch puntdak uit stro en verlichting en ornamenten in hetzelfde thema. In het station staat ook de grote Coupe Tiki Waka, de trofee voor de zogezegde winnaars van de race. 
De tweede nieuwigheid in het gebied is de Tiki Trail, een avonturenparcours met klimtouwen, glijbanen en hangbruggen. De Tiki-Trail loopt boven het water en de bootvaart Gold River Adventure. Tiki Waka kruist meermaals met de Tiki-Trail. 
Challenge of Tutankhamon en Octopus, beiden deel uitmakend van Exotic World, kregen ook de nodige aanpassingen op thematisch vlak om in het geheel te passen.
Vanaf 2021 werd het huidige themagebied met 45 ha uitgebreid en opende de megacoaster Kondaa. Dit gebied, dat afgescheiden wordt van de rest van gebied door een rivier, is veel duisterder dan de rest van Exotic World. In dit deel van de zone worden bezoekers ondergedompeld in een junglesfeer en stuiten ze op een overwoekerde tempel. In deze tempel huist megacoaster Kondaa. Kondaa is een 5000-jarig oud monster, ooit verdreven door de inheemse stammen die de eieren van Kondaa stalen. Het monster blijkt na duizenden jaren weer terug te zijn, diep verborgen in de jungle.

## Attracties
- Tiki Waka
- Tiki Trail
- Octopus
- Challenge of Tutankhamon
- Kondaala (verhuisd uit Fun World)
- Kondaa

## Restaurants
- Tiki Bar (snacks en dranken)
- Sweet Africa (snacks en dranken)
- Nsósó (themarestaurant met kipgerechten)

## Trivia
- De soundtrack van Tiki Waka werd verzorgd door IMAscore en is ook buiten de achtbaan te horen.
- Op de concept-art van Exotic World is op de gevel van het Tiki-Theater de werknaam van Tiki-Waka te zien: Exotic Racers.
- Het Nederlandse bedrijf Jora Vision is verantwoordelijk voor de uitvoering van de thematisatie van Exotic World en Tiki Waka. De ontwerper van Exotic World is de huisontwerper van Compagnie des Alpes, Julien Bertevas.
- Van 1984 tot 1991 was dit gebied gekend onder de naam 'Pancho Villa'.

Afbeeldingen · Geschiedenis van Walibi Belgium